# Chiloglanis batesii
Chiloglanis batesii е вид лъчеперка от семейство Mochokidae.

## Разпространение
Видът е разпространен в Ангола, Гвинея, Демократична република Конго, Камерун, Мали, Нигерия и Централноафриканска република.